# 66함대 계획
66함대 계획(일본어: 六六艦隊計画)은 일본 제국 해군이 1896년부터 1905년에 걸쳐 추진한 해군 군비 계획이다. 제 1기 확장 계획과 제 2기 확장 계획에 따라 구성되어 일본 제국 해군의 대 러시아 전쟁 준비의 핵심이 되었다.

## 배경
1895년 4월 시모노세키 조약 체결에 의해 청일 전쟁이 일단락되면서 영토 및 배상금 등으로 승패의 격차를 실감하였고, 배상금의 용도와 러시아의 남하 정책 등을 배경으로 정부 내에서 전후 경영에 관한 의견이 다수 나오게 되었다. 정부는 제 9의회(같은 해 12월 25일 소집)에서 와타나베 구니타케 대장대신(大蔵大臣)의 재정 의견서를 약간 수정한 재정 계획안(1896 ~ 1905년)을 참고 자료로 제출했다.
삼국 간섭으로 청나라에 반환하게 된 요동반도는 러시아가 점령하게 되었다. 러시아는 시베리아 철도를 정비하여 뤼순을 군항으로써 크게 확장시켰고, 이곳을 기반을 한 태평양 함대의 내실을 기하여 왕년의 청에 비할 수 없는 위력을 갖게 되었다. 이 때 건조 중이었던 것은 1892년도 계획에 따라 가장 먼저 착수한 ‘후지’와 ‘야시마’를 비롯한 순양함 이하 몇 척에 불과했다. 새롭게 떠오른 위협에 대응하기 위해 해군대신(海軍大臣) 사이고 주도가 1896년에 전함 4척, 순양함 4척을 추가한 ‘해군 확장 계획’을 제출했다. 그러나 계획 착수 후에도 러시아는 대규모 건함 계획에 착수하여 우수한 전함을 발트해에서 건조하는 동시에 프랑스와 미국에도 발주하였고, 건조한 대부분의 군함을 극동 지방으로 파견해 태평양 함대를 확대할 방침이 확실해졌기 때문에 1897년도부터 순양함 2척을 비롯한 추가 건조 계획을 병행하여 실시하게 되었다.
이 대규모 계획에 대한 예산 수립을 위해 사이고 주도가 다음의 취지로 내각에 설명서를 제출하였다.
1. 한 나라 또는 두 나라가 동양에 파견할 수 있는 세력에 대응 가능한 함대를 갖춘다.
2. 대형 전함은 수에즈 운하를 통과할 수 없기 때문에 희망봉을 돌아가지 않으면 안되는데 이는 시간과 비용을 필요로 하고, 또한 영일 동맹의 동맹국인 영국 이외의 나라는 이 코스를 항행할 수 있는 석탄 창고를 가지고 있지 않기 때문에 연료 보급이 불가능하다.
3. 평상시 일본 함대에 맞설 수 있는 대규모 전함들을 동양 함대에 편성하게 된다면, 우리 함대의 대부분을 할애하여 대규모 계획을 세우고 확장하는 동시에, 비용의 문제로 그 대규모 전함을 정비 및 수리할 수 있는 공창(工廠)과 도크를 반드시 동양에서 준비해야 한다.
4. 그렇다면 비상시 동양에 파견하는 군함은 수에즈 운하를 통과할 수 있는 이등전함과 순양함 뿐일 것이고, 이 때문에 배수량 15,000t의 영국제 최신식 전함 6척과 구식 전함에 대응할 일등순양함을 갖추면 된다.

실제 전후 경영에서는 번벌 정부와 민당 측 일부와 제휴하는 가운데, 재정과 공공 투자 팽창 등 적극적인 국가 운영으로 전환하면서 청나라 배상금 등을 바탕으로 군비를 확장했다. 이로 인해 1896년도 ~ 1905년도 군비 지출은 3억 1,324만 엔에 달했다(제 3기 해군 확장 계획을 제외한 제 1기, 2기 계획만 상정).  그 구성 비율은 육군이 32.4% (포대 건축비 8.6%, 시설 정비와 첫 해 조변 비용 16.0%, 포병 공창 확장 비용 5.8%, 기타 1.9%), 해군이 67.6% (조선 비용 40.0%, 조병 비용 21.2%, 건축비 6.4%)였다. 또한 재원 구성 비율은 청 배상금 · 산둥반도 반환 보상금이 62.6%, 조세 12.7%, 국채 24.7%였다.

## 계획 내용
1896년부터 1905년까지의 10개년 계획으로 총액 2억 1,310만 엔이 투입될 예정이었다.
본 계획 이전부터 건조 중이던 전함 후지와 야시마 두 척 이외에 전함 4척, 장갑순양함 6척과 보조 함정 다수를 건조하고, 전함 6척, 장갑순양함 6척을 핵심으로 하는 균형 잡힌 대규모 함대를 한번에 구축하겠다는 계획이었다.

### 제 1기 확장 계획
제 1기 확장 계획의 개요는 다음과 같다.
- 기간 : 1896년 ~ 1902년까지 7개년 계획
- 건조 : 함정 54척 건조
- 예산 : 9477만 6245엔 84전 7리

#### 건조 (계획)
- 전함 - 1척
- 1등순양함 - 2척
- 2등순양함 - 3척
- 수뢰포함 - 1척
- 구축함 - 8척
- 1등어뢰정 - 5척
- 2등어뢰정 - 28척
- 3등어뢰정 - 6척

#### 건조 (실제)
- 1등전함 - 1척

시키시마
- 1등순양함 - 2척

야쿠모, 아즈마
- 2등순양함 - 3척

가사기, 지토세, 다카사고
- 통보함 - 1척

지하야
- 구축함 - 8척

이카즈치, 이나즈마, 아케보노, 사자나미, 무라쿠모, 시노노메, 유우기리, 시라누이
- 1등어뢰정 - 5척

하야부사, 마나쓰루, 가사사키, 지도리, 가리
- 2등어뢰정 - 28척

제 29 ~ 49호, 제 60 ~ 66호
- 3등어뢰정 - 6척

제 50 ~ 55호

### 제 2기 확장 계획
- 기간 : 1897년 ~ 1905년까지 9개년 계획
- 건조 : 함정 40척 건조
- 예산 : 1억 1298만 6098엔 99전 4리
  - 제 1기 계획 추가[1] : 533만 8620엔

#### 건조 (계획)
- 전함 - 3척
- 1등순양함 - 4척
- 3등순양함 - 2척
- 수뢰포함 - 2척
- 수뢰모함 겸 공작선 - 1척
- 구축함 - 4척
- 1등어뢰정 - 11척
- 2등어뢰정 - 9척
- 3등어뢰정 - 4척

#### 건조 (실제)
- 전함 - 3척

아사히, 하쓰세, 미카사
- 1등순양함 - 4척

아사마, 도키와, 이즈모, 이와테
- 3등순양함 - 3척

니타카, 쓰시마, 오토와
- 포함 - 2척

후시미, 스미다
- 2등포함- 1척

우지
- 구축함 - 15척

오보로, 니지, 가게로, 우스구모, 아카쓰키, 가스미, 시라쿠모, 아사시오, 하루사메, 무라사메, 하야토리, 아사기리, 아리아케, 후부키, 아라레
- 1등어뢰정 - 11척

아오타카, 시라타카, 하토, 쓰바메, 히바리, 기지, 사기, 우즈라, 가모메, 하시타카, 오토리
- 2등어뢰정 - 9척

제 67 ~ 75호
- 3등어뢰정 - 4척

제 56 ~ 59호

### 제 3기 확장 계획
러일전쟁 직전에 새롭게 추가된 건함 계획이었다.
- 기간 : 1903년 ~ 1913년까지 11개년 계획
- 건조 : 함정 7척 건조
- 예산 : 1억 1500만엔

#### 건조 (계획)
- 전함 - 2척
- 1등순양함 - 3척
- 2등순양함 - 2척

#### 건조 (실제)
- 전함 - 3척

가토리, 가시마, 후소
- 1등순양함 - 3척

이부키, 하루나, 기리시마
- 포함 - 1척

도바
- 구축함 - 2척

우라카제, 가와카제

### 군함 2척 추가 구입
당시 칠레와 아르헨티나는 해군 확장 경쟁을 하고 있었으며, 아르헨티나가 이탈리아에서 장갑순양함 4척을 구입 후 추가로 2척을 발주한 상태였다. 칠레는 이 순양함 6척에 대응하기 위해 에드워드 제임스 리드 경( Sir Edward James Reed )이 설계한 전함 〈리베르타드〉( Libertad )와 전함 〈콘스티투시온〉(Constitución)을 영국에 발주했다. 그런데 두 나라는 예산난으로 인해 협정을 맺어 경쟁을 중지하려고 했기 때문에 저 함선들이 모두 러시아 제국으로 넘어갈 우려가 생기게 되었다. 이 때문에 일본은 전함 페레스베트( Peresvet )와 이 동형함에 대응하기 위해 주 영국 공사를 통해 구매 협상을 시작했지만 러시아의 방해가 심해 결정되지 못했다. 영국은 중립 동맹의 입장에서 이 전함들을 자국 해군에 인수하고 전함 〈트라이엄프〉( HMS Triumph )와 전함 〈스위프트 슈어〉( HMS Swiftsure )라고 명명했다.
일본은 칙령으로 긴급 지출을 하여 1600만 엔을 마련하였고 이탈리아에서 건조 중이던 순양함 〈리바다비아〉( Rivadavia ), 순양함 〈모레노〉( Moreno )를 아르헨티나로부터 구입하여 가스가, 닛신으로 명명했다. 이 두 군함은 러일 전쟁 개전 직후인 1904년 3월 16일 일본에 도착하여 주력함의 부족을 보충하는 중요한 역할을 했다. 또한 두 군함의 회항에 영일 동맹에 따라 영국 정부가 전면적으로 지원을 하여 러시아 방해나 나포, 공격 시도로부터 지켜주었다.

### (참고)러일 전쟁군사비에 의한 건조 계획
1904년 3월에 임시 군사비가 할당되어, 함정 건조와 기타 비용에 충당하기 위한 ‘함정 추가 비용'을 재원으로 다음의 전시 건함 계획이 수립 및 실행되었다.

#### 건조 (계획)
- 전함 - 2척
- 장갑순양함 - 4척
- 2등순양함 - 3척
- 통보함 - 2척
- 구축함 - 28척
- 1등어뢰정 - 3척
- 특호 어뢰정 (잠수정) - 13척

#### 건조 (실제)
- 전함 - 2척

아키, 사쓰마
- 장갑순양함 - 4척

쓰쿠바, 이코마, 구라마, 히에이
- 2등순양함 - 1척

도네
- 통보함 - 2척

요도, 모가미
- 대형구축함 - 1척

야마카제
- 중형구축함 - 2척

사쿠라, 다치바나
- 구축함 - 28척

가미카제, 하쓰시모, 야요이, 기사라기, 시라쓰유, 시라유키, 마쓰카제, 아사카제, 하루카제, 시구레, 아사쓰유, 하야테, 오이테, 유나기, 유구레, 유다치, 미카즈키, 노와키, 우시오, 네노히, 히비키, 시로타에, 하츠하루, 와카바, 하쓰유키, 우라나미, 이소나미, 아야나미
- 구축함 (추가 건조) - 4척

우즈키, 미나즈키, 나가쓰키, 기쿠즈키
- 특호 어뢰정 (잠수정) - 13척

제 1 ~ 13

### (참고) 러일 전쟁 종전 직후의 건조 계획
- 기간 : 1907년 ~ 1913년까지 7개년 계획
- 건조 : 함정 31척 건조
- 예산 : 7600만 엔

#### 건조 (계획)
- 전함 - 1척 (20,000톤급 3척)
- 장갑순양함 - 3척 (18,000톤급 4척)
- 2등순양함 - 3척 (4500톤급 3척)
- 대형구축함 - 6척 (900톤급 6척)
- 구축함 - 12척 (400톤급 24척)
- 잠수정 - 6척

#### 건조 (실제)
- 전함 - 2척

가와치, 셋쓰
- 장갑순양함 - 1척

곤고
- 2등순양함 - 3척

지쿠마, 야하기, 히라토
- 대형구축함 - 1척

우미카제
- 잠수정 - 2척

파호 제 9, 10

## 계획 실시 결과
본 계획의 추진에 의해 일본 제국 해군의 해군력은 종전의 4배 이상에 달하는 확장을 이루게 되었고 영국, 프랑스, 러시아, 이탈리아에 이어 미국과 독일을 능가하는 세계 5위의 해군 대국으로 약진했다. 1902년에는 영국, 프랑스, 러시아에 이어 세계 제 4위의 해군력을 가지게 되었다.
특히 주목해야 할 것은 6척의 순양함이며, 다음과 같은 특징이 있다.
1. 약 1만 톤 급으로 당시 순양함 중 대형이었다.
2. 공격력은 주포 8인치 4문, 부포 6인치 14문(아즈마와 야쿠모는 12문)은 당시 전함 주포가 12인치 4문이었던 것 외에는 동일했으며, 순양함으로는 상당한 장비였다.
3. 여러 사정으로 영국 외에서 주문할 필요가 있었기 때문에 프랑스에서 제조된 아즈마와 독일에서 제조된 야쿠모는 부포가 6인치 12문으로 약간 적을 뿐, 같은 전대에 편입시켜 전술 운용을 위해 함형은 물론 무장도 똑같이 하여 실제로는 동형함에 가깝다.
4. 방어력은 전함의 하비 강철 9인치와 거의 비슷한 하비 강철 7인치를 채용하고 있었다.
5. 속력은 20노트로 당시 전함의 18노트보다는 빨랐지만 영국이나 프랑스의 장갑순양함보다는 느렸다.

구식 전함에도 대응 가능했고 신식 전함의 공격을 피할 수 있었다. 이 개념은 이후의 순양전함 또는 고속전함과 같아서 러일 전쟁의 결과를 보고 영국은 순양전함을 제작하기 시작했고 각 나라마다 모두 경쟁적으로 대형에다 중무장한 장갑순양함을 건조하게 되었다.

## 같이 보기
- 삼경함
- 88함대안

## 참고 문헌
- 『海軍軍備沿革』（厳南堂書店）
- 戦史叢書『海軍軍戦備(1)』（朝雲新聞社）
- 小野圭司「六六艦隊構想の経済的側面—財政制約下での主力艦整備思想の最適解」、年報戦略研究3、戦略研究学会、2005년 12월
- 福井静夫 『日本戦艦物語(I)』光人社 ISBN4-7698-0607-8